# Frederick Loewe
Frederick Loewe ([ˈloʊ]; * 10. Juni 1901 als Friedrich "Fritz" Löwe in Charlottenburg; † 14. Februar 1988 in Palm Springs, Kalifornien) war ein US-amerikanischer Komponist österreichisch-deutscher Herkunft.

## Leben
Frederick Loewe kam als Sohn des Wiener Ehepaars Edmund Loewe und Rosa, geb. Stagl, zur Welt und verbrachte seine Kindheit und Jugend bei seiner Mutter in Berlin, während sein Vater Edmund Loewe als Sänger und Schauspieler (Operettenbuffo) durch die Welt reiste. Ihm folgte er 1924 nach New York City. Dort hielt er sich mit kleineren Jobs (auch als Boxer) und als Pianist in Nachtclubs, Bierhallen und Bars über Wasser (in den Vereinigten Staaten galt in dieser Zeit die Alkoholprohibition). Mitte der 1930er-Jahre lernte er den Schriftsteller Earle Crooker kennen, mit dem zusammen er seine ersten Musicals schrieb.
1942 begann seine Zusammenarbeit mit dem Liedtexter Alan Jay Lerner für die Neufassung (Life of the Party) von Salute to Spring. Brigadoon wurde ihr erster gemeinsamer Erfolg und ihre Verbindung eine der erfolgreichsten Arbeitsgemeinschaften der amerikanischen Theatergeschichte. My Fair Lady, basierend auf dem Theaterstück Pygmalion von George Bernard Shaw, wurde eines der erfolgreichsten Musicals und gehört zum Repertoire vieler Theater dieser Welt. Auch die Verfilmungen der Musicals sorgten für deren große Popularität. Für den Titelsong der Filmversion von Gigi erhielten Lerner und Loewe einen Oscar. Das in Zusammenarbeit mit Lionel Bart entstandene Album Timeless Favourites wurde im UK mit einer Goldenen Schallplatte ausgezeichnet.
Nach dem Musical Camelot setzte sich Loewe, auch mit Rücksicht auf den 1958 überstandenen Herzinfarkt, zur Ruhe, bis es Anfang der 1970er Jahre zu einer erneuten Zusammenarbeit mit Lerner kam.
Im Jahr 1995 wurde in Wien–Donaustadt (22. Bezirk) der Frederick-Loewe-Weg nach ihm benannt.

## Werke

### Musicals
- 1937: Salute to Spring (mit Crooker)
- 1938: Great Lady (mit Crooker)
- 1942: Life of the Party (Neufassung von Salute to Spring)
- 1943: What’s Up?
- 1945: The Day Before Spring
- 1947: Brigadoon
- 1951: Paint Your Wagon
- 1956: My Fair Lady
- 1960: Camelot
- 1973: Gigi

## Verfilmungen
- 1954: Brigadoon – Regie: Vincente Minnelli (mit Gene Kelly und Cyd Charisse)
- 1958: Gigi – Regie: Vincente Minnelli (mit Leslie Caron, Maurice Chevalier und Louis Jourdan)
- 1964: My Fair Lady – Regie: George Cukor (mit Audrey Hepburn und Rex Harrison)
- 1966: Brigadoon – Regie: Fielder Cook (Fernsehversion mit Peter Falk)
- 1967: Camelot – Am Hofe König Arthurs – Regie: Joshua Logan (mit Richard Harris, Vanessa Redgrave und David Hemmings)
- 1969: Westwärts zieht der Wind (Paint Your Wagon) – Regie: Joshua Logan (mit Lee Marvin, Clint Eastwood und Jean Seberg)
- 1974: The Little Prince – Regie: Stanley Donen (u. a. mit Bob Fosse, Gene Wilder)

## Auszeichnungen
Musicals:
- 1957: Tony Award für My Fair Lady als bestes Musical
- 1957: Tony Award für die beste Musik (Score/Partitur) zu My Fair Lady
- 1974: Tony Award für die beste Musik (Score/Partitur) zu Gigi

Filme:
- 1959: Oscar für den besten Song zu Gigi (mit Alan Jay Lerner)
- 1968: Golden Globe für die beste Filmmusik (Score/Partitur) zu Camelot
- 1975: Golden Globe für die beste Filmmusik (Score/Partitur) zu The Little Prince
- 1975: Oscarnominierung für die beste Filmmusik zu The Little Prince
- 1975: Oscarnominierung für den besten Song zu The Little Prince